# 月亮泡镇
月亮泡镇，是中华人民共和国吉林省白城市大安市下辖的一个乡镇级行政单位。

## 行政区划
月亮泡镇下辖以下地区：
水库社区、汉书村、先进村、志发村、焕新村、殿元村、岔古敖村、东山头村、王家泡村、高阳村和新店村。